# Kessoku Band
Kessoku Band (結束バンド Kessoku Bando, wörtlich Kabelbinder bedeutend) ist ein Album der gleichnamigen fiktiven Rockband aus dem Bocchi-the-Rock!-Universum.
Das Musikalbum, welches vierzehn Titel und eine Spielzeit von 54 Minuten aufweist, wurde am 25. Dezember 2022 über Aniplex zunächst auf digitaler Ebene als Musikstream und Download veröffentlicht, ehe drei Tage später eine Herausgabe auf CD erfolgte. Eine Veröffentlichung als Vinyl-Schallplatte erfolgte am 27. Dezember 2023.
Als Sängerinnen sind die vier Synchronsprecherinnen der Hauptcharakter aus der Anime-Umsetzung zu hören. Kessoku Band erreichte auf Anhieb Platz eins der heimischen Albumcharts von Oricon und wurde von der Recording Industry Association of Japan zwischenzeitlich mit einer Goldenen Schallplatte ausgezeichnet. Bei den CD Shop Awards erhielt das Album eine Nominierung im Grand Prix (Blau) für aufstrebende Künstler.

## Hintergrund und Veröffentlichung
Kessoku Band ist eine fiktive Rockband aus dem Universum der Manga-Serie Bocchi the Rock!. In der Anime-Umsetzung sprachen die Synchronsprecherinnen Yoshino Aoyama, Sayumi Suzushiro, Saku Mizuno und Ikumi Hasegawa die Rollen der Bandmitglieder Hitori Gotō, Nijika Ijichi, Ryō Yamada und Ikuyo Kita. Nach der Ausstrahlung der fünften Episode des Anime im japanischen Fernsehen wurde angekündigt, dass die Gruppe ein Album mit vierzehn Titeln veröffentlichen werden auf dem alle Lieder, die in der Serie genutzt werden, enthalten sind. Die Musiker, die die Instrumente auf dem Album einspielten, wurden von Musikproduzent Gen Okamura anhand persönlicher Kontakte ausgewählt. Am Schlagzeug ist Osamu Hidai zu hören, als Bassist wurde Yūichi Takama ausgewählt, während Akkin und Ritsuo Misui die Gitarren auf dem Album einspielten. Synchronsprecherin Hasegawa ist auf den meisten Liedern des Albums als Sängerin zu hören.
Zu den neuen Liedern auf dem Album gehören die Stücke Secret Base, I Can’t Sing a Love Song, The Little Sea und Flashbacker. Außerdem ist mit Rockn’ Roll, Morning Light Falls on You eine Coverversion des gleichnamigen Liedes der japanischen Rockband Asian Kung-Fu Generation enthalten, welche im Abspann der zwölften Episode des Anime zu hören ist. Mehrere bekannte japanische Musiker und Musikerinnen haben an der Entstehung des Albums mitgewirkt, darunter Ai Higuchi, Otoha, Ikkyū Nakajima von Tricot und Genie High, Maguro Taniguchi von Kana-Boon, Yūho Kitazawa von den Peggies, Kayuko Kusano und ZAQ.
Insgesamt wurden neun Lieder als Singles veröffentlicht, wovon sechs Stücke vor der Herausgabe des Albums und drei am Veröffentlichungstag auf digitaler Ebene ausgekoppelt wurden. Am 9. Oktober 2022 erschienen mit Seishun Complex und Distortion!! die ersten beiden Singles. Am 30. Oktober folgte mit Karakara die dritte Singleveröffentlichung, ehe eine Woche später das Lied Guitar, Loneliness and Blue Planet herausgegeben wurde. Ende November erschienen That Band und What Is Wrong With die fünfte und sechste Single. Am Tag der digitalen Albumveröffentlichung wurden auch die Lieder Never Forget, If I Could Be a Constellation und Rockn’ Roll, Morning Light Falls on You die letzten drei Singles veröffentlicht. Drei Tage nach seiner digitalen Veröffentlichung, erfolgte am 28. Dezember 2022 die Herausgabe des Albums als Tonträger auf Compact Disc. Eine limitierte Version des Albums enthält eine Blu-ray-Disc mit den Abspannvideos der Animeserie. Am 27. Dezember 2023 erfolgte die Veröffentlichung des Albums als Vinyl-Schallplatte.
Die Lieder des Albums wurden bei einem speziellen Konzert im Zepp Haneda gespielt, welches aufgezeichnet und später auf DVD und Blu-ray-Disc veröffentlicht wurde.

## Pressestimmen
In der Besprechung für Mikiki schrieb Shi, dass das Album ein außergewöhnliches Stück Musik geworden und nicht im typischen Stil von Animemusik gefangen sei. Laut Shi habe die Musik seine Wurzeln in der japanischen Rockmusik und die „Metal-artige Leadgitarre kreiere eine einzigartige Struktur.“ Gelobt wurden außerdem der Gesang, speziell von Hasegawa und Aoyama, sowie den Zusammenhalt des Albums. Für den Nikkei Marketing Journal schreibend, lobte Tomonori Shiba das Album und schrieb der Musik hohe Qualität zu. Die Musik sei mit „der Essenz japanischer Rockmusik der 2000er, welcher in Shimokitazawa entstand“, dem Haupthandlungsort der Mangareihe. Z11 befand, dass der Klang des Albums der Thematik der Serie entspreche, der Gesang einen Einblick in den Zusammenhang der fiktiven Welt von Bocchi the Rock und dessen Handlung, während die Textur der Lieder den Eindruck erwecken, dass die Hauptcharaktere der Reihe präsent sind.

## Kommerzieller Erfolg
Das Album debütierte am 28. Dezember 2022 zunächst auf Platz eins der Download-Charts von Billboard Japan mit etwas mehr als 5.800 Downloads und konnte mit Unterbrechungen sieben Wochen lang den ersten Platz der Charts halten. In den Hot-Album-Sales-Charts stieg das Album mit mehr als 73.000 verkauften Einheiten ebenfalls auf Platz eins ein und konnte damit etwas mehr als doppelt so viel verkaufen wie die K-Pop-Gruppen NCT Dream und Stray Kids. Zunächst stieg das Album auf Platz sechs der Billboard-Japan-Albumcharts ein, konnte aber in seiner zweiten Chartwoche auf Platz eins aufsteigen.
In den offiziellen japanischen Albumcharts von Oricon stieg Kessoku Band auf Anhieb auf Platz eins ein. Dabei verkaufte sich das Album innerhalb der ersten Verkaufswoche rund 72.500 Tonträger. Auch erreichte das Album den ersten Platz in den Download-Albumcharts und der kombinierten Albumcharts, die ebenfalls von Oricon veröffentlicht werden. In den Download-Albumcharts verblieb das Album mit Unterbrechungen insgesamt 25 Wochen in den Top-Ten.
In den Jahrescharts von Oricon belegte das Album mit ungefähr 70.000 Downloads Platz eins der Downloadcharts. In den allgemeinen Albumjahrescharts erreichte das Werk Platz 34. Auch in den Jahrescharts von Billboard Japan erreichte das Album Platz eins der Downloadcharts, während es in den allgemeinen Jahrescharts auf den elften Platz landete.
Zwischenzeitlich wurde das Album von der Recording Industry Association of Japan mit einer Goldenen Schallplatte für 100.000 Tonträgerverkäufe bedacht.

## Titelliste
| Nr. | Titel                                                    | Titel                                  | Komposition      | Komposition | Gesang           | Länge |
| Nr. | Original                                                 | International                          | Musik            | Text        | Gesang           | Länge |
| --- | -------------------------------------------------------- | -------------------------------------- | ---------------- | ----------- | ---------------- | ----- |
| 1   | 青春コンプレックス Seishun Konpurekkusu                  | Seishun Complex                        | Otoha            | Ai Higuchi  | Ikumi Hasegawa   | 3:23  |
| 2   | ひとりぼっち東京 Hitoribocchi Tokyo                      | –                                      | Masamichi Nagai  | Higuchi     | Hasegawa         | 3:52  |
| 3   | –                                                        | Distortion!!                           | Maguro Taniguchi | Taniguchi   | Hasegawa         | 3:23  |
| 4   | ひみつ基地 Himitsu Kichi                                 | Secret Base                            | Daichi Yoshioka  | ZAQ         | Hasegawa         | 3:52  |
| 5   | ギターと孤独と蒼い惑星 Gitā to Kodoku to Aoi Hoshi       | Guitar, Loneliness and Blue Planet     | Otoha            | ZAQ         | Hasegawa         | 3:48  |
| 6   | ラブソングが歌えない Rabu Songu ga Utaenai               | I Can’t Sing a Love Song               | Kōhei Tsukada    | ZAQ         | Hasegawa         | 3:08  |
| 7   | あのバンド Ano Bando                                     | That Band                              | Kayoko Kusano    | Higuchi     | Hasegawa         | 3:33  |
| 8   | カラカラ Karakara                                        | –                                      | Ikkyū Nakajima   | Nakajima    | Saku Mizuno      | 4:25  |
| 9   | 小さな海 Chiisana Umi                                    | The Little Sea                         | Otoha            | Otoha       | Hasegawa         | 3:43  |
| 10  | なにが悪い Nani ga Warui                                 | What Is Wrong With                     | Yūho Kitazawa    | Kitazawa    | Sayumi Suzushiro | 3:47  |
| 11  | 忘れてやらない Wasurete Yaranai                          | Never Forget                           | Yoshioka         | ZAQ         | Hasegawa         | 3:43  |
| 12  | 星座になれたら Seiza ni Naretara                         | If I Could Be a Constellation          | Hidemasa Naito   | Higuchi     | Hasegawa         | 4:18  |
| 13  | フラッシュバッカー Furasshubakkā                         | Flashbacker                            | Otoha            | Otoha       | Hasegawa         | 4:35  |
| 14  | 転がる岩、君に朝が降る Korogaru Iwa, Kimi ni Asa ga Furu | Rockn’ Roll Morning Light Falls on You | Masafumi Gotoh   | Gotoh       | Yoshino Aoyama   | 4:31  |

## Mitwirkende
Die Liste der mitwirkenden Musiker wurde anhand der Linernotes des Albums sowie aus dem Eintrag der Videogame Music Database entnommen.
| Fiktive Besetzung - Ikuyo Kita – Gesang (1–7, 9, 11–13), Rhythmusgitarre (1) - Hitori Gotō – Leadgitarre, Songwriting, Gesang (14) - Ryō Yamada – E-Bass, Komposition, Gesang (8) - Nijika Ijichi – Schlagzeug, Gesang (10) Echte Besetzung - Ikumi Hasegawa – Gesang (1–7, 9, 11–13) - Yoshino Aoyama – Gesang (14) - Saku Mizuno – Gesang (8) - Sayumi Suzushiro – Gesang (10) - Akkin – E-Gitarre, Arrangement - Ritsuo Mitsui – E-Gitarre, Arrangement - Yūichi Takama – E-Bass - Osamu Hidai – Schlagzeug Design - Kerorira – Charakterdesign - Asuka Yokota – Coloring - Tsubasa Kanamori – Fotografie - Yasunao Moriyasu – Hintergrunddesign - Tomoyuki Uchikoga – Produktdesign | Technische Mitarbeiter - Gen Okamura – Musikproduktion, Direktor - Masaharu Yamanouchi – Musikproduktion - Gendam – Aufnahme, Mixing - Yūji Kamijō – Aufnahme - Mitsuyasu Abe – Mastering - Ken Kobayashi – Production Cooperation - Shunsuke Arai – Production Cooperation - Naomi Kobayashi – Production Cooperation - Yūji Kimura – Production Cooperation - Keigo Minami – Production Cooperation - Yōko Shimane – Production Cooperation - Kōhei Yamada – Production Cooperation Komposition - Ai Higuchi – Songwriting (1,2, 7, 12) - ZAQ – Songwriting (4–6, 11) - Otoha – Songwriting (9, 13), Komposition (1, 5, 9, 13) - Masamichi Nagai – Komposition (2) - Daichi Oshioka – Komposition (4, 11) - Kōhei Tsukada – Komposition (6) - Kayoko Kusano – Komposition (7) - Hidemasa Naito – Komposition (12) - Maguro Taniguchi – Songwriting (3), Komposition (3) - Ikkyū Nakajima – Songwriting (8), Komposition (8) - Yūho Kitazawa – Songwriting (10), Komposition (10) - Masafumi Gotoh – Songwriting (14), Komposition (14) |

## Auszeichnungen und Nominierungen

### Für Musikverkäufe
| Land/Region  | Auszeichnungen für Musikverkäufe (Land/Region, Auszeichnung, Verkäufe) | Verkäufe |
| ------------ | ---------------------------------------------------------------------- | -------- |
| Japan (RIAJ) | Platin                                                                 | 250.000  |
| Insgesamt    | 1× Platin ·                                                            | 250.000  |

### Musikpreise
| Jahr | Auszeichnung   | Kategorie         | Resultat   | Quellen |
| ---- | -------------- | ----------------- | ---------- | ------- |
| 2024 | CD Shop Awards | Grand Prix (Blau) | Ausstehend | [ 35 ]  |
| 2024 | CD Shop Awards | Finalist Award    | Gewonnen   | [ 35 ]  |